# Guo Jie
Guo Jie (Dalian, 16 januari 1912 – Xi'an, 15 november 2015) was een Chinees atleet. Bij zijn overlijden was hij de oudste nog in leven zijnde deelnemer aan de Olympische Spelen. Hierin werd hij opgevolgd door Ingeborg Sjöqvist die zeven dagen later overleed. 

## Biografie
Guo Jie kwam op de Spelen van 1936 uit op het onderdeel discuswerpen waarop hij, ondanks een PR-worp van 41,13 m, niet wist door te dringen tot de finale.
Na de Spelen ging hij studeren en werd in 1954 professor aan het Instituut voor Sport in Xi'an. Hij groeide uit tot een nationaal symbool en mocht in 2008, op 96-jarige leeftijd, de olympische vlam dragen in de aanloop naar de Olympische Spelen in Peking.

## Persoonlijk record
Outdoor
| Onderdeel    | Prestatie    | Datum           | Plaats  |
| ------------ | ------------ | --------------- | ------- |
| discuswerpen | 41,13 m (NR) | 5 augustus 1936 | Berlijn |